# Adontorhina sphaericosa
Adontorhina sphaericosa is een tweekleppigensoort uit de familie van de Thyasiridae. De wetenschappelijke naam van de soort is voor het eerst geldig gepubliceerd in 1986 door Scott.